# Verkholm, Nagu
Verkholm är en halvö i Finland. Den ligger i Nagu i landskapet Egentliga Finland, i den södra delen av landet, 160 km väster om huvudstaden Helsingfors.